# Ígor Glek
Ígor Vladímirovitx Glek (en rus: Игорь Владимирович Глек), (Moscou, 7 de novembre de 1961), és un jugador d'escacs rus, que té el títol de Gran Mestre des de 1990. És més conegut per les seves facetes d'entrenador, teòric, escriptor, i organitzador, sempre en l'àmbit dels escacs. Viu actualment a Essen, a Alemanya, on hi ha residit més o menys continuadament des de 1994. Actualment és jugador del Club Escacs Olot. El 2010 la FIDE li va atorgar el títol de FIDE Senior Trainer, el màxim títol d'entrenador internacional.
A la llista d'Elo de la FIDE del juliol de 2015, hi tenia un Elo de 2398 punts, cosa que en feia el jugador número 169 (en actiu) d'Alemanya. El seu màxim Elo va ser de 2670 punts, a la llista de juliol de 1996 (posició 16 al rànquing mundial).

## Biografia
Glek es graduà en enginyeria i en econòmiques a la Universitat de Moscou el 1983, i va treballar com a economista fins al 1986, quan va fer dos anys de servei militar a l'exèrcit soviètic. A partir de 1989, es va poder concentrar en els escacs, i es va fer jugador professional, i va obtenir el títol de GM el 1990.
Al llarg dels anys, ha entrenat molts joves i prometedors jugadors, i ha escrit diversos llibres d'escacs. És conegut per les seves contribucions habituals a les sèries de New In Chess (NIC) sobre obertures i també a la sèrie de llibres Secrets Of Opening Surprises (també publicats per NIC), sota la supervisió de Jeroen Bosch. És reconegut pel seu extens i molt creatiu repertori d'obertures. Amb blanques, juga preferentment e4, i amb negres li agraden la defensa índia de rei, la defensa francesa i la defensa holandesa. Hom dona el seu nom a una subvariant de la variant clàssica de la defensa índia de rei, caracteritzada pel moviment 7 ... Ca6; i també a la variant 4.g3 de l'obertura dels quatre cavalls.

## Resultats destacats en competició
En Glek ha guanyat a la vora de 100 torneigs internacionals, entre els quals destaquen el World Open de Filadèlfia 1990 (guanyat en solitari, amb 7½/9 punts), el torneig obert del Festival d'escacs de Biel de 1995, el torneig de Vlissingen de 1997, l'Obert de Viena 1998, l'Obert d'Utrecht 1999, i l'Obert de Zwolle 2002 (ex aequo amb, entre d'altres, Mikhaïl Gurévitx). Notable també va ser el seu primer lloc a l'Obert d'escacs de Cappelle-la-Grande de 1998, i el segon lloc empatat al 9è Obert d'Ordix (rere Victor Bologan), un torneig de ràpides celebrat el 2002. En el cim de la seva carrera, (1996) va arribar a ser el jugador número 12 del món, amb un Elo de 2670 punts.
En Glek ha obtingut també èxits en competicions per equips, principalment jugant amb el seu club de tota la vida, el Norilsky Nikel de Norilsk. També va ser membre de l'equip rus que va guanyar la medalla d'argent al Campionat d'Europa per equips de 1997.
Actualment, es dedica principalment a l'organització d'esdeveniments en l'àmbit dels escacs. És el cofundador de l' Association of Chess Professionals (ACP), i fou votat com a membre de la direcció el 2004. Durant els anys 2005 i 2006, va exercir de Director Tècnic de l'Obert Internacional d'escacs Ciutat de Moscou, va esdevenir membre del Comitè de la FIDE per esdeveniments de joves i juvenils, i fou elegit President de la WLCT (World League of Chess Tournaments).